# 北投法藏寺
25°08′21″N 121°30′49″E / 25.139251°N 121.513515°E
北投法藏寺，日治時代為新北投曹洞宗布教所，由妙吉法師等創立於1928年，今為北投地區著名佛寺。寺宇建築採圓門圓柱，柱下有對刻工精美的小石獅，大雄寶殿分上下兩層，上層供奉著高數丈金身趺坐的釋迦牟尼佛。

## 歷史
北投法藏寺，日治時代為新北投曹洞宗布教所，由妙吉法師等創立於1928年，今為北投地區著名佛寺。位於北投溫泉路的小山腰上，廟區建於陡坡上，四處風光十分宜人。
法藏寺建築採圓門圓柱，柱下有對刻工精美的小石獅，大雄寶殿分上下兩層，上層供奉著高數丈金身趺坐的本師釋迦牟尼佛。從寺前遠眺，淡水河下游平原盡在眼底，展望良好。法藏寺山門有偈題曰：「法界圓融，翠竹黃花無非般若藏經方廣，青山綠水盡是禪機」頗能襯托法藏寺在山中的寫照。

## 特色

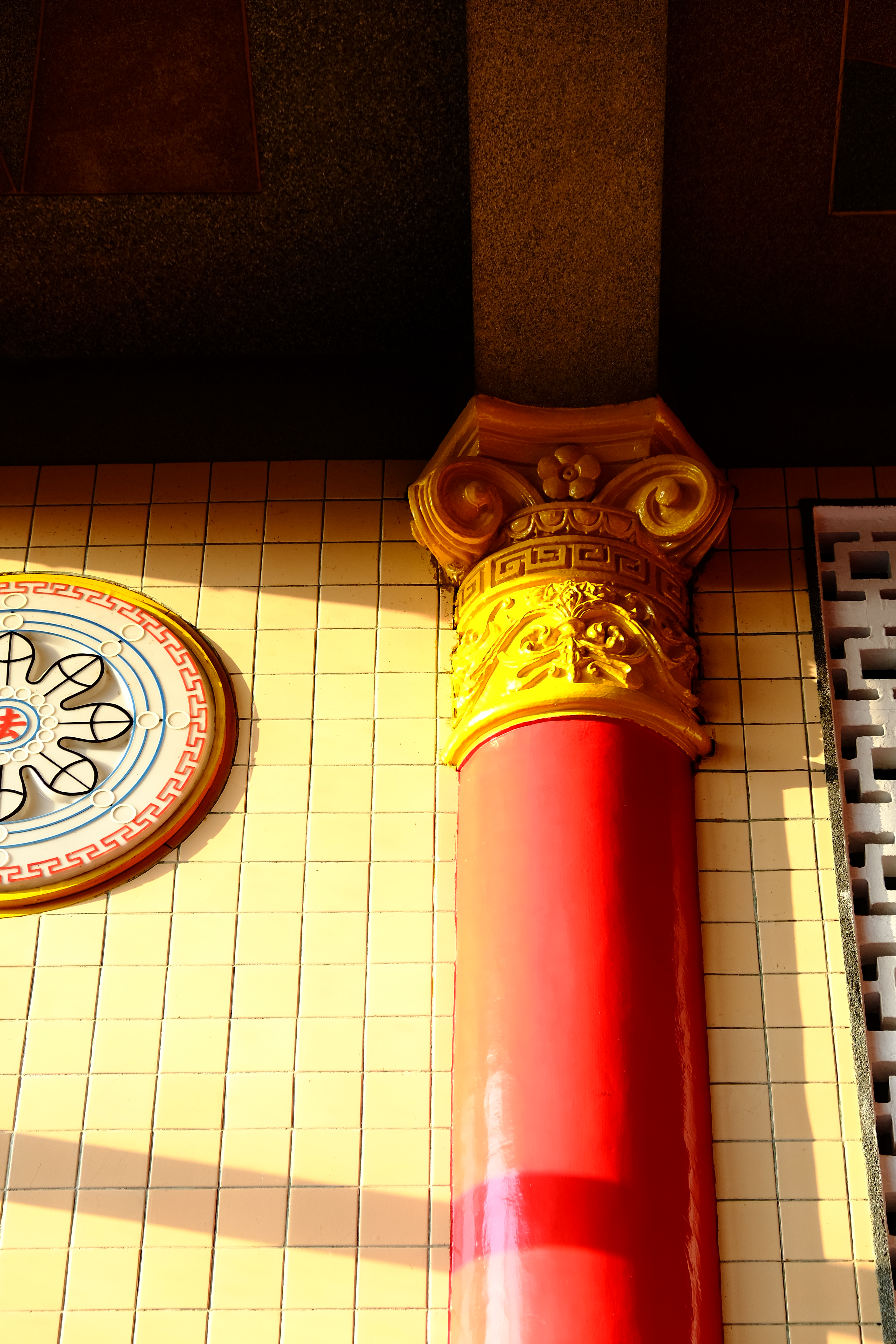
北投法藏寺
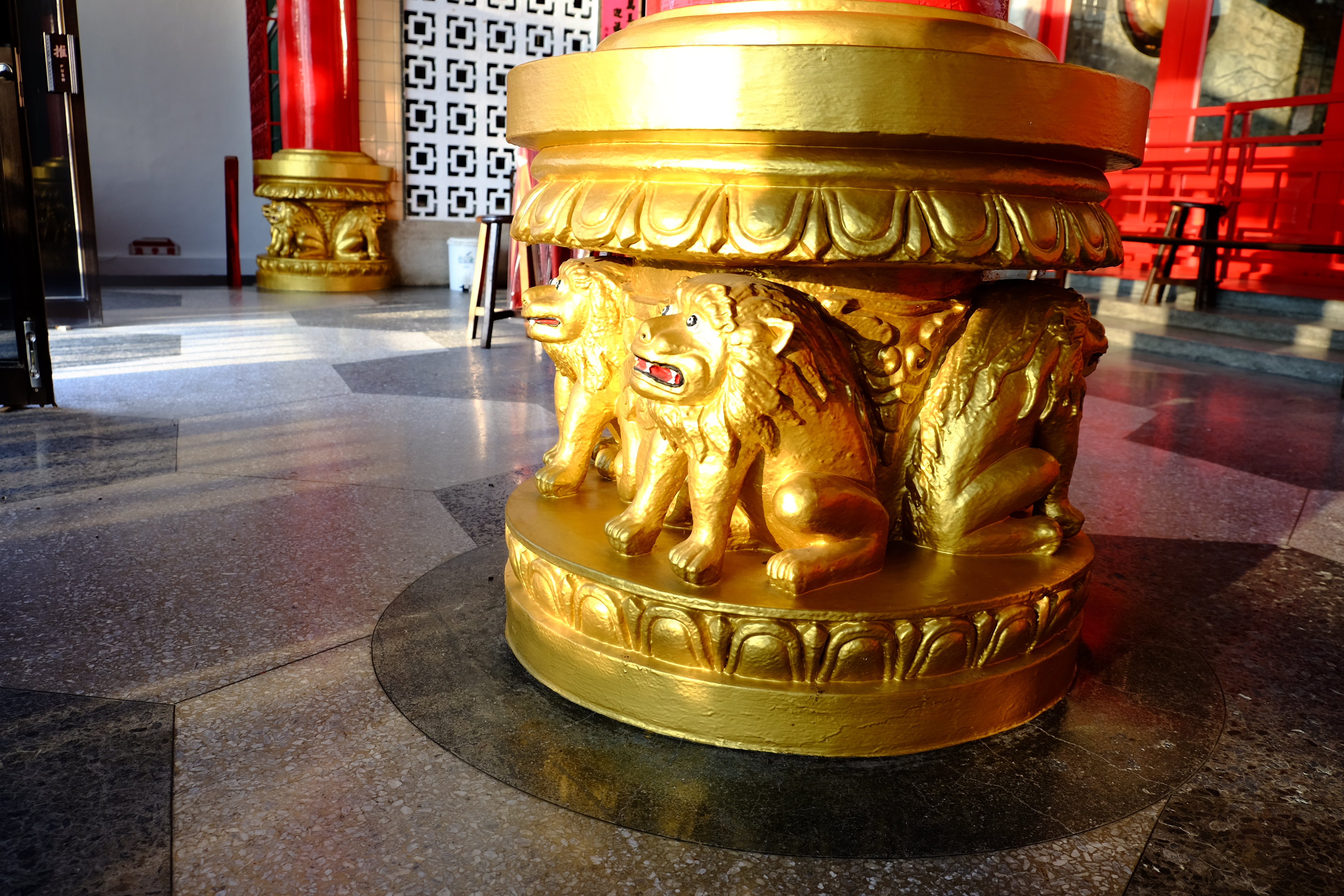
法藏寺柱下獅子

## 交通
自行開車
中山高速公路 - 下重慶北路交流道 - 重慶北路 - 北投 - 往北投公園方向。
公車
捷運北投站- 搭小25、230北投文物館下
新北投站-可搭乘216、218、219、266
北投國小站-可搭乘302、小6、小7、小9與指南客運新店淡海線。
捷運
捷運新北投支線或淡水線 (台北捷運)，在北投站下車換搭新北投列車，在新北投站下車，穿過北投公園步行約5分鐘抵達。

## 外部連結
- 和風北投 • 行腳踏查 :《北投法藏寺》 （页面存档备份，存于）